# SOS (album de Diam's)
Pour les articles homonymes, voir SOS (homonymie).
Albums de Diam's
Dans ma bulle
(2006)
Singles
1. I Am Somebody
Sortie : 2009
2. Enfants du désert
Sortie : 2009
3. Cœur de bombe
Sortie : 2009
4. Peter Pan
Sortie : 2010

SOS est le quatrième album de Diam's, sorti le 16 novembre 2009.

## Production

### Anecdotes
- Dans le noir est une reprise de Soon We'll Be Found de Sia Furler[2].
- Dans le clip du titre Enfant du désert, de nombreuses références sont faites au film Forrest Gump : 
  - le demi-tour au bout d'un certain temps de course ;
  - un homme la sollicite lorsqu'elle court ;
  - elle raconte ses ressentiments en chanson à des personnes sur un banc ;
  - des personnes la rejoignent et courent avec elle.

## Titres
| No  | Titre                  | Auteur                  | Producteur(s)                             | Durée |
| --- | ---------------------- | ----------------------- | ----------------------------------------- | ----- |
| 1.  | Mélanie                | Diam’s, Gautier Renders | Tefa, DJ Maître, Jacojack                 | 3:01  |
| 2.  | I Am Somebody          | Diam’s                  | Tefa, DJ Maître, Fred Joly                | 9:06  |
| 3.  | Enfants Du Désert      | Diam's                  | Diam’s, Tefa, DJ Maître, Marc Chouarain   | 5:37  |
| 4.  | S.O.S.                 | Diam's                  | Diam’s, Dr Swing, Luke, Yann Lemen        | 5 :55 |
| 5.  | Dans Le Noir           | Diam's                  | Zeano                                     | 3:32  |
| 6.  | Cœur De Bombe          | Diam’s                  | Diam’s, Blastar, Oumar                    | 4:48  |
| 7.  | Rose De Bitume         | Diam's                  | Diam's, DJ throne, Landers, K. Deneyer    | 4:33  |
| 8.  | L’honneur D’un Peuple  | Diam’s                  | Diam's, Tefa, DJ Maître, Christophe Minck | 5:37  |
| 9.  | Lili                   | Diam’s                  | Diam's, Tefa, DJ Maître, Yoshio Masuda    | 3:08  |
| 10. | Poussière              | Diam's                  | Greg K.                                   | 3:55  |
| 11. | Sur La Tête De Ma Mère | Diam’s                  | Dr Swing, Yann Lemen, Luke                | 5:02  |
| 12. | Peter Pan              | Diam’s                  | Diam’s, DJ Maître, Tefa                   | 3:41  |
| 13. | La Terre Attendra      | Diam’s                  | Diam’s, Tyran                             | 5:01  |
| 14. | Si C’était Le Dernier  | Diam's                  | Proof                                     | 10:50 |

## Réception

### Ventes
Il s'est vendu à plus de 300 000 exemplaires et il est certifié double disque de platine.

## Classements
| Classement (2008-09)         | Meilleure position |
| ---------------------------- | ------------------ |
| Belgique (Wallonie Ultratop) | 6                  |
| France (SNEP)                | 1                  |
| Suisse (Schweizer Hitparade) | 18                 |

## Certification
| Région                                                                                                 | Certification | Ventes/Streams |
| --- | ------------- | -------------- |
| France (SNEP)                                                                                          | 2 × Platine   | 200 000        |
| *Ventes selon la certification ^Mise en rayon selon la certification xNon précisé par la certification |               |                |

## Crédits
- Réalisation : Diam's, Tefa et Masta[2]
- Enregistrement : Jean-Pierre Dréau[2]
- Mastering : Éric Chevet[2]